# Thằn lằn chân ngón giả sọc
Thằn lằn ngón chân giả sọc (danh pháp hai phần: Cyrtodactylus pseudoquadrivirgatus), là loài động vật bò sát thuộc họ Tắc kè. Loài này được một nhóm các nhà khoa học gồm 3 người Việt Nam và 2 người Đức là Nguyễn Quảng Trường, Vũ Ngọc Thanh, Ngô Văn Trí, Herbert Rösler và Thomas Ziegler khám phá ở dãy núi Trường Sơn của Việt Nam vào năm 2008.
Cơ thể của chúng có màu nâu với nhiều đốm lớn màu nâu đậm nở rộng, hoặc những vệt đậm không đều trên đầu, những sọc đậm cùng với những vạch không đều trên lưng, nhưng sọc vẫn nhiều hơn ở ngang vai. Tuy nhiên, một số mẫu khác cũng hiện diện những sọc đậm phân biệt hay vạch ngang đậm không đều, cũng có thể là những đốm không đều trên lưng. Đuôi có nhiều vạch nâu đậm và nhạt xen kẽ. Những vạch nhạt có thể rộng hơn hay hẹp hơn so với những vạch đậm kế cận. Kích thước trung bình: chiều dài đầu mình khoảng 48,6 mm – 83,3 mm, chiều dài đuôi khoảng 55,7 mm – 82,5 mm.